# ワンオアエイト
株式会社ワンオアエイト（英: One or Eight INC.）は、東京都千代田区に本社を置き、コンピュータゲームの企画・開発・販売・運営やバーチャルYouTuber事務所の運営を手掛ける企業。コンピュータエンターテインメント協会正会員。

## 概要
イメージエポック（2015年5月破産手続開始、2016年3月法人格消滅）の創立メンバーであり、独立に際して経営陣と対立してイメージエポックを追われた小村一生が2012年4月に設立。
軌道に乗るまでは苦難が続いた。資金不足により契約していたオフィス物件を解約し、かつ破産寸前ではあったが、小村と付き合いがあった税理士事務所が日本政策金融公庫の人物と知り合いであったことから、ワンオアエイトは日本政策金融公庫から融資を取り付けた。オフィスがなかったことから、公園でMacBookを使ってゲーム開発を開始したのがワンオアエイトの始まりとなった。
その後、NHN JAPANから『ストライクウィッチーズ2 蒼空の絆』の開発依頼を受けたことが縁となり、ようやく事務所を確保したが、案件終了と共に事務所を退去。この時期から、同時期に経営危機が表面化したイメージエポックの社員からワンオアエイトへ入社したいという依頼が舞い込むようになり、その後、アートディンクから「本社が入居している月島のビルの地下を間借りしないか?」と紹介があり、事務所をアートディンクが紹介したワイズビルディング（アートディンク本社も入居）の地下へ移転した。
2015年10月には開発部門を株式会社スタジオワンオアエイトへ移管。ワンオアエイトは販売・配信のみを手掛けるパブリッシャーとなった。同年9月には自社開発タイトルである『EARTH WARS』の配信をPlayStation 4とXbox Oneで配信を開始。以降はTYPE-MOONから『Fate/Grand Order』、スクウェア・エニックスから『ファイナルファンタジーVII リメイク』などの開発受託を受けている他、2018年1月には『EARTH WARS』のNintendo Switch版をPlayStation 4版とXbox One版よりも安い500円で配信を開始した。
スタジオワンオアエイトは2023年9月1日にワンオアエイト（初代）を吸収合併。同時にスタジオワンオアエイトの商号を株式会社ワンオアエイト（2代）に変更した。

## 開発したタイトル

### 自社配信
- てくてく勇者[5]
- EARTH WARS
  - Earth WARS:地球奪還 - EARTH WARSの無料アプリ版[6]。
- PixelHeroScramble[7]
- VtuberBaseball
- LOST EPIC - 2021年夏にSteamから早期アクセス開始予定[8]。

### 開発受託
- Fate/Grand Order（TYPE-MOON/ディライトワークス→ラセングル） - グラフィック協力
- ファイナルファンタジーVII リメイク（スクウェア・エニックス） - プログラマー/レベルプランナー

## YouTubeチャンネル
バーチャルタレントマネジメント事業として、「いっちゃんねる」のチャンネル名でYouTubeチャンネルを開設している。